# Minecraft
Minecraft je sandbox videoigra koju je razvio Mojang Studios. Igru je kreirao švedski programer Markus »Notch« Persson programskim jezikom Java. Nakon nekoliko ranih verzija zatvorenih za javnost, prvi je put objavljena u svibnju 2009. godine, prije nego što je u potpunosti objavljena u studenom 2011. Minecraft je postao najprodavanija videoigra u povijesti, s 300 milijuna prodanih kopija i 140 milijuna aktivnih igrača mjesečno na različitim platformama.
U Minecraftu, igrači istražuju kockasti, proceduralno stvoreni 3D svijet, gotovo beskonačne površine. Igrači mogu istraživati, vaditi sirovine, praviti alate i predmete te graditi građevine i strojeve. Ovisno o odabranom načinu igre, igrači se mogu boriti protiv čudovišta, kao i surađivati ili natjecati se protiv drugih igrača u istom svijetu. Neki od načina igranja su preživljavanje (eng. survival, igrač sakuplja resurse da bi izgradio svijet te pokušava preživjeti) i kreativnost (eng. creative, svi resursi su odmah dostupni, letenje je moguće). Velika zajednica igrača nudi raznovrsan sadržaj, poput modifikacija igre, servera, izglede igrača (skin), pakete tekstura, prilagođeni svjetovi, koji dodaju igri nove mehanike i mogućnosti.
Minecraft je hvaljen, osvojio je nekoliko nagrada i mnogi govore da je jedna od najboljih videoigara svih vremena. Društvene mreže, parodije, adaptacije, roba i godišnje MineCon konvencije odigrale su veliku ulogu u promociji igre. Također se koristi u obrazovnom okruženju za učenje kemije, informatičkog dizajna i informatike. Mojang i svo intelektualno vlasništvo Minecrafta 2014. kupio je Microsoft za 2,5 milijarde USD. Napravljeno je i nekoliko spin-off igrara, poput Minecraft: Story Mode, Minecraft Dungeons, Minecraft Earth i Minecraft Legends.

## Igra
Minecraft ne zahtijeva od igrača da ispuni neki cilj, omogućujući igračima igranje po svojoj volji. No, postoji sustav postignuća koji igrači mogu ispuniti. Igra se iz pogleda prve osobe, no prikaz iz treće osobe je također moguć. Svijet igre se sastoji od pravilnih 3D blokova, najviše kocki i tekućina, koji predstavljaju različite resurse: zemlju, kamen, rude, stabla, vodu, lavu i slično. Srž igre vrti se oko uzimanja i postavljanja blokova, što im omogućuje gradnju građevina. Blokovi mogu lebdjeti u zraku jer na njih ne utječe gravitacija, uz neke iznimke. Igra sadrži materijal zvan crveni kamen, koji se koristi poput električnih vodiča i pomoću kojeg je moguće napraviti mehaničke sprave, strujni krug i logičke sklopove za gradnju kompleksnih sustava.
Svijet je gotovo beskonačan i stvara se postupno oko igrača. U Minecraftu postoje ograničenja kod kretanja okomitom osi, a na horizontalnim osima dozvoljena je površina od 30 milijuna blokova od ishodišta, zbog tehničkih poteškoća. Svijet je podijeljen na različite biome, od pustinja i prašuma do ledenjaka. Teren se sastoji od: livada, planina, šuma, špilja, vode i lave. Jedan vremenski ciklus traje 20 minuta u kojem se izmjenjuju dan i noć.
Pri stvaranju novog svijeta, igrač bira jednu od pet težina. Na višim težinama čudovišta su snažnija te igrač može umrijeti od gladi, a na najnižoj težini čudovišta se uopće ne pojavljuju. Težina se kasnije može promijeniti, ali i zaključati (nakon čega se može promijeniti isključivo kroz korištenje komandne linije).
Igrači mogu birati između devet zadanih izgleda u igri, uključujući izgled Alex i Stevea, napraviti vlastiti izgled, ili koristiti izgled kjeg je napravio drugi igrač. Igrač se susreće s različitim stvorenjima, poput životinja, seljaka i čudovišta. »Pasivna« stvorenja (krave, kokoši, svinje i sl.) se mogu loviti ili uzgajati za hranu ili materijale. Ona se pojavljuju tijekom dana, dok se »agresivna« stvorenja, tj. čudovišta, pojavljuju tijekom noći ili na mračnim mjestima poput špilja. Zombiji i kosturi izgaraju na suncu ako ne nose šljem ili ako se ne nalaze ispod nekog bloka. Čudovišta Creeper (koji eksplodira kad se približi igraču) i Enderman (koji se može teleportirati i uzimati blokove) originalni su dizajn iz Minecrafta te su s vremenom postali simboli igre.

## Dimenzije
U Minecraftu postoje tri dimenzije: Overworld (Nadsvijet), Nether i The End (Kraj). Nadsvijet je dimenzija u kojemu je igrač na početku kad stvori novi svijet. Nether je dizajniran na osnovi pakla. U Nether igrač dolazi stvaranjem portala u Nadsvijetu pomoću opsidijana i kresiva. Nether služi za dobivanje supstanci za kuhanje napitaka i osam puta brže putovanje kroz prostor nego u Nadsvijetu. U Kraju se nalazi jedan od glavnih čudovišta (eng. boss), zmaj Ender Dragon, i mnogi Endermani, rulja (eng. mob) koji su parodija Slender Mana u stvarnosti. U Minecraftu postoji još jedan boss koji se zove The Wither koji prilikom smrti ispušta Nether Star (zvijezda Nethera) koji je nužan za izgradnju sjetionika (eng. beacona), vrijednog bloka u Minecraftu koji omogućuje stalne efekte bližim igračima. Također služi za osvjetljenje.

## Glavna ažuriranja
| Verzija     | Datum izlaska      |
| ----------- | ------------------ |
| Pre-classic | 10. svibnja 2009.  |
| Classic     | 16. svibnja 2009.  |
| Indev       | 27. veljače 2010.  |
| Alpha       | 30. lipnja 2010.   |
| Beta        | 20. prosinca 2010. |

| Verzija | Ime ažuriranja                    | Datum izlaska       |
| ------- | --------------------------------- | ------------------- |
| 1.0     |                                   | 18. studeni 2011.   |
| 1.1     | 12. siječnja 2012.                |                     |
| 1.2.1   | 1. ožujka 2012.                   |                     |
| 1.3.1   | 1. kolovoza 2012.                 |                     |
| 1.4.2   | Pretty Scary Update               | 25. listopada 2012. |
| 1.5     | Redstone Update                   | 13. ožujka 2013.    |
| 1.6     | Horse Update                      | 1. srpnja 2013.     |
| 1.7     | The Update That Changed The World | 25. listopada 2013. |
| 1.8     | Bountiful Update                  | 2. rujna 2014.      |
| 1.9     | Combat Update                     | 29. veljače 2016.   |
| 1.10    | Frostburn Update                  | 8. lipnja 2016.     |
| 1.11    | Exploration Update                | 14. studeni 2016.   |
| 1.12    | World of Color Update             | 7. lipnja 2017.     |
| 1.13    | Update Aquatic                    | 18. srpnja 2018.    |
| 1.14    | Village & Pillage                 | 23. travnja 2019.   |
| 1.15    | Buzzy Bees                        | 10. prosinca 2019.  |
| 1.16    | Nether Update                     | 23. lipnja 2020.    |
| 1.17    | Caves & Cliffs: Part I            | 8. lipnja 2021.     |
| 1.18    | Caves & Cliffs: Part II           | 30. studenoga 2021. |
| 1.19    | The Wild Update                   | 7. lipnja 2022.     |
| 1.20    | Trails & Tales                    | proljeće 2023.      |

## Vanjske poveznice
- Službena stranica
- The Minecraft Wiki